# Skön är sommaren som stiger
Skön är sommaren som stiger är en psalm med text och musik skriven 1976 av Nils F. Nygren.

## Publicerad i
- Segertoner 1988 som nr 468 under rubriken "Årstiderna".[1]